# Siegesbrunnen (Lübeck)

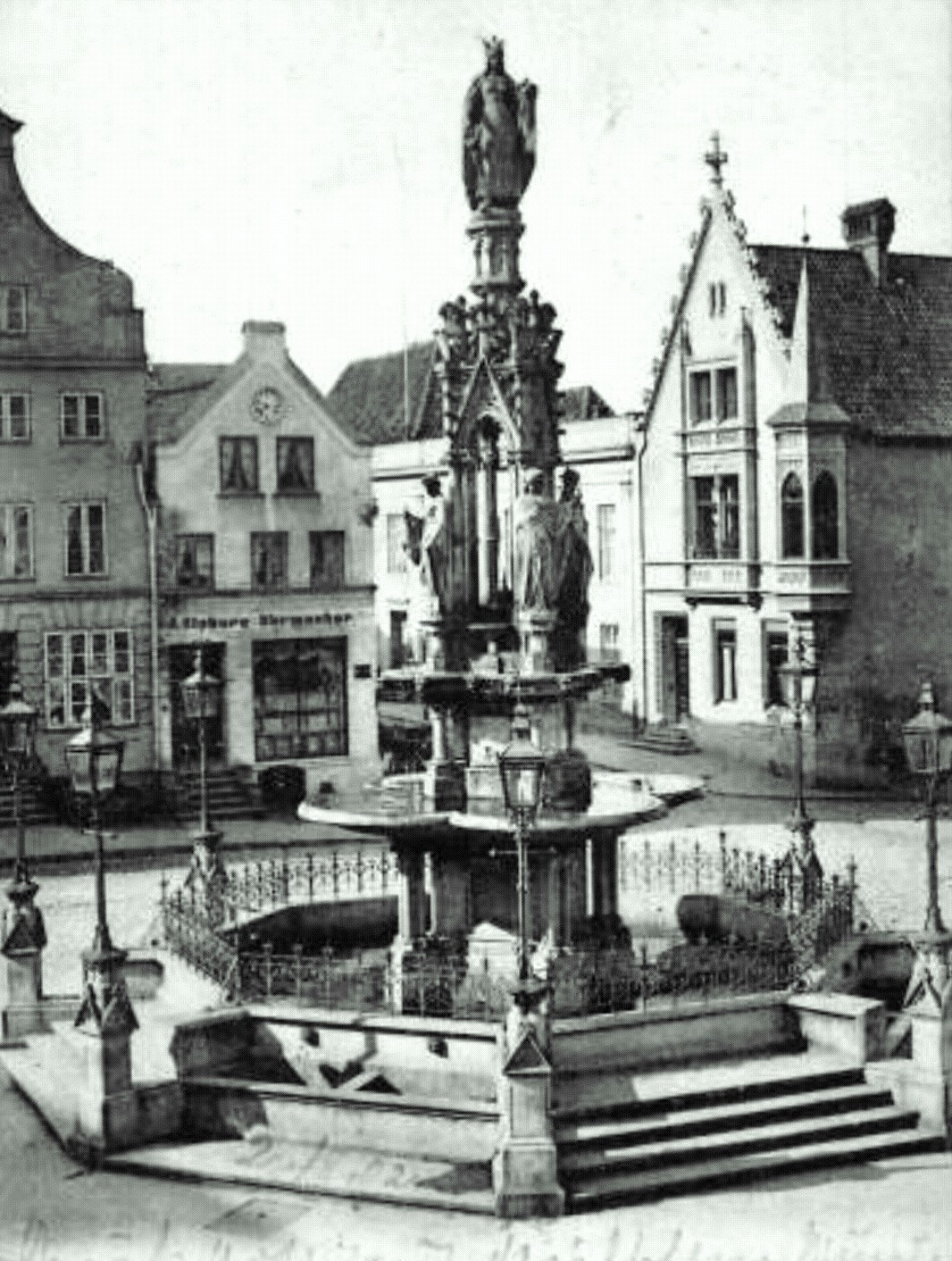
Der Siegesbrunnen

Der Siegesbrunnen war ein Brunnen in der Lübecker Altstadt.
Bis weit ins 19. Jahrhundert zählten weder repräsentative Brunnen noch Denkmale zum traditionellen Repertoire des Städtebaus in Lübeck. Bis 1875 existierten mit dem Prahl-Denkmal und dem Arnim-Denkmal nur zwei Denkmale im öffentlichen Raum, die zudem nicht Ereignissen, sondern Personen gewidmet waren und sich klar außerhalb des eigentlichen Stadtgebietes befanden.
Erst den Sieg im Deutsch-Französischen Krieg und die Reichsgründung 1871 nahm die Stadt Lübeck zum Anlass für die Errichtung eines entsprechenden Denkmals an prominenter Stelle auf dem Klingenberg. Aus einer Ausschreibung ging der Kölner Architekt und Dombaumeister Franz Schmitz als Sieger hervor. 
Es entstand ein steinerner Brunnen in neogotischem Stil. In einem oktogonalen Becken, das von verzierten Laternen umstanden und durch ein kunstvoll gearbeitetes schmiedeeisernes Ziergitter geschützt wurde, erhob sich eine mehrstufige Mittelsäule. Zuunterst trug sie ein ausladendes Auffangbecken, in das sich die Strahlen eines Springbrunnens ergossen. Darüber  befanden sich vier Frauenstatuen als Allegorien von Wehrkraft, Handel und Gewerbe, Kunst und Wissenschaft sowie Ackerbau. Gekrönt wurde der Brunnen von einer Statue der Germania mit Schwert und Kaiserkrone in Händen. Der fertiggestellte Siegesbrunnen auf dem Klingenberg wurde 1875 eingeweiht.
Nach dem Ersten Weltkrieg schwand die Akzeptanz für den zunehmend als überladenes, pseudohistorisches und altmodisches Bauwerk empfundenen Brunnen. Anlässlich der 700-Jahr-Feier Lübecks 1926 wurde versucht, ihm ein schlichteres Erscheinungsbild zu verleihen, indem man die dekorierenden Schmuckelemente beseitigte. Dadurch jedoch wurde zugleich auch die Zierwirkung des Brunnens erheblich eingeschränkt.
1931 erstellten Baudirektor Hans Pieper und der städtische Museumsdirektor Carl Georg Heise ein amtliches Gutachten zu Siegesbrunnen und Marktbrunnen. Darin wurde festgestellt, dass beide bloße oberflächliche Nachahmungen älterer Stile darstellten. Das abschließende Urteil des Gutachtens lautete: Beiden Brunnen muss ein künstlerischer Wert, mit dem Maßstab unserer Zeit gemessen, abgesprochen werden.
Aufgrund dieses Gutachtens wurde der Siegesbrunnen 1935 auf Senatsbeschluss beseitigt. Wegen seiner Bedeutung als Denkmal wurden die Bauteile zunächst eingelagert und in Betracht gezogen, den Brunnen vor dem Mühlentor wieder aufzubauen. Schließlich aber wurde diese Möglichkeit endgültig verworfen und die magazinierten Elemente des Siegesbrunnens gelangten nicht mehr zur Verwendung.